# Železniško postajališče Sveti Rok ob Sotli
Železniško postajališče Sveti Rok ob Sotli je eno izmed železniških postajališč v Sloveniji, ki oskrbuje bližnje naselje Dobovec pri Rogatcu. Do leta 1991 se je imenovalo po bližnjem hrvaškem kraju Lupinjak, nakar so ga preimenovali po cerkvi sv. Roka, ki  stoji nad krajem. Ime Dobovec je namreč bilo uporabljeno že za drugo postajališče nekoliko bliže Rogatcu. 